# Пялозеро (деревня, Пудожский район)
Пя́лозеро — деревня в составе Кривецкого сельского поселения Пудожского района Республики Карелия.

## Общие сведения
Расположена на юго-восточном берегу озера Пялозеро.
В деревне расположена не действующая в настоящее время деревянная часовня Казанской иконы Божией Матери.

## Население
Численность населения в 1905 году составляла 126 человек.
| 2002 | 2010 | 2013 |
| ---- | ---- | ---- |
| 1    | ↘0   | →0   |

## Интересные факты

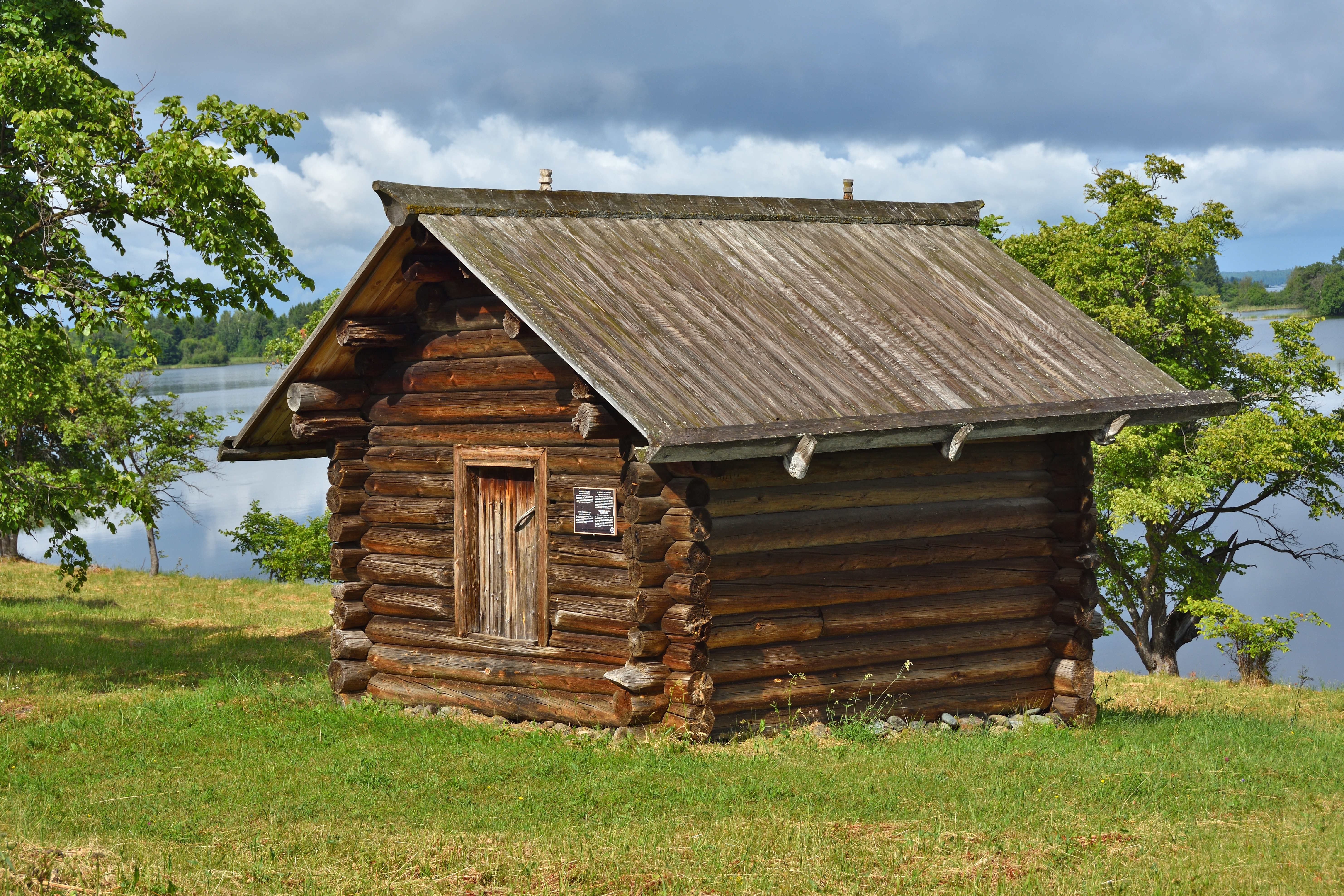
Амбар Белошеева из Пялозера в музее-заповеднике «Кижи»

Памятники архитектуры XIX века — дом Бутина и амбар Белошеева из деревни Пялозеро были перенесены в музей-заповедник «Кижи».